# دانشکده (مجموعه تلویزیونی)
دانشکده (انگلیسی: College) یک مجموعه تلویزیونی ایتالیایی است که بر پایهٔ فیلمی به همین نام ساخته و در سال ۱۹۹۰ منتشر شد.

## بازیگران
- فدریکا مورو
- کیث وان هون
- فابریتسیو براکونری
- فابیو فراری
- جورج هیلتون
- لارا وندل
- روبرتو دلا کازا